# 奧爾塔迷宮公園
奥尔塔迷宮公园（加泰罗尼亚语发音：[ˈpaɾɡdələləβˈinˈdɔtə]）奥尔塔迷宫公园有时被称为“奥尔塔花园”（Gardens del Laberint d'Horta），是巴塞罗那奥尔塔-吉尼亚罗区的一个历史花园，也是该市同类公园中最古老的。公园位于德斯瓦尔斯家族的前庄园，紧挨着科尔塞罗拉山脊，由18世纪的新古典主义花园和19世纪的浪漫主义花园组成。在较低的露台上有一个树篱迷宫，使公园得名。

## 历史

迷宫-奥尔塔迷宫公园

公园始建于1791年，当时该地段的所有者马奎斯·琼·安东尼·德斯瓦尔斯一世·阿尔德纳（marquis Joan Antoni Desvalls i d'Ardena）与意大利建筑师多梅尼科·巴古蒂（Domenico Bagutti）合作，设计了一座新古典主义花园。处决是在建筑大师乔梅和安德烈·瓦尔斯以及法国园丁约瑟夫·德尔瓦莱的指导下进行的。
19世纪中叶，侯爵的后代聘请建筑师埃利斯·罗根（Elies Rogent）扩建公园。罗根创造了一个浪漫的花园，有花坛、露台、大树和瀑布。花园里还加了一条水渠，把上层露台和中层露台连接起来。
1880年，德斯瓦尔斯宫旁建了一座家庭花园。
19世纪末，德斯瓦尔斯庄园成为包括露天剧场表演在内的社会和文化活动场所。
1967年，德斯瓦尔斯一家将公园移交给巴塞罗那市，巴塞罗那市于1971年向公众开放。1994年在欧洲联盟的财政支持下进行了大量的修复工作。
该公园目前是一个花园博物馆，游客人数限制在不超过750人的同时，以保持该地区微妙的环境和结构。自1993年以来，德斯瓦尔斯宫一直是拉伯林特（一个城市拥有的园艺教育学院）中心和一个专门图书馆的所在地。

## 公园元素

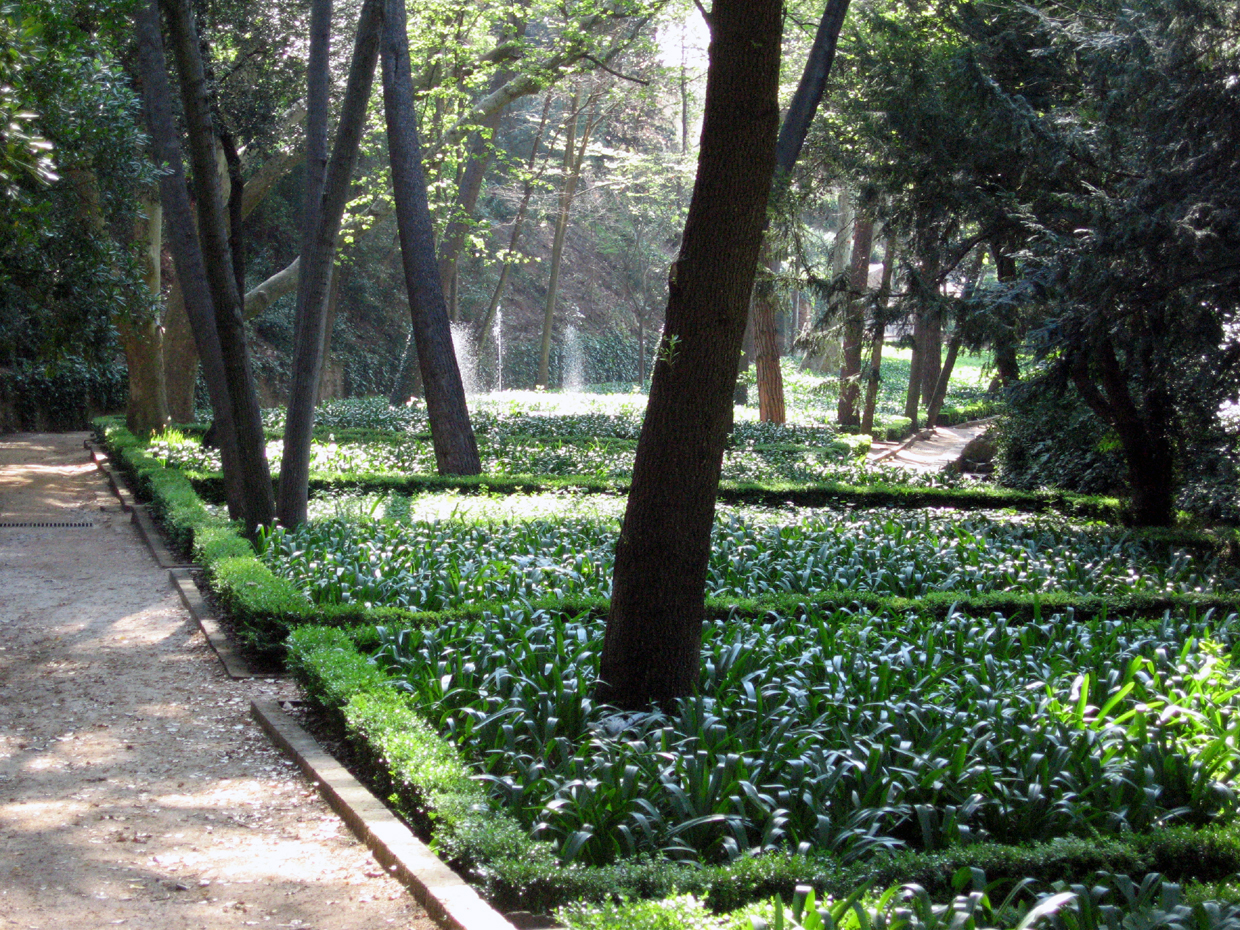
奥尔塔迷宫公园的浪漫花园

就在公园入口处，矗立着德斯瓦尔斯家族的前宫殿，这是一座带有新阿拉伯和新哥特式元素的建筑。托瑞索比拉纳，一座古老的中世纪望塔，也是这个建筑群的一部分。
公园占地9.1公顷，分为两部分：新古典主义花园和浪漫主义花园。公园周围有许多雕塑，有些描绘希腊神话的动机，有些则带有民间动机，还有一些喷泉、泉水和水池。
新古典主义花园包括三个露台：在较低的露台上，是一个使公园成名的树篱迷宫，迷宫長750米，由經過修剪的義大利柏所组成。在迷宫的入口，有一个大理石浮雕描绘阿里阿德涅和忒修斯；在中心有一座神埃罗斯雕像。
中间的露台上，就在迷宫的正上方，有两个意大利风格的亭子，上面有托斯卡纳圆柱和达纳和阿里阿德涅的雕像，是没有大殿的圆形罗马神庙的复制品。在通往第三层的大楼梯旁，有一尊酒神和丰收之神奥尼苏的半身像。
在第三层和最上层的露台上，有一个亭子专门为九位缪斯女神而建，上面有一座描绘艺术和自然的雕塑，其底部可以看到：Artis Naturaque Parit Concordia Pulchrum（拉丁语“艺术与自然的和谐产生美”），另一面是：Ars Concords Foertum Natura Matris Alumbrat（“和谐艺术照亮了大自然的果实”）。展馆后面有一个大池塘，里面的水来自天然水源。
浪漫的花园分布在一系列的花坛和大树荫下的小广场上。在公园最北边，有一个瀑布。原设计留下的痕迹并不多，但似乎浪漫的花园是暗指死亡主题而建的——甚至曾经有一个小墓地的复制品，早已不复存在——而新古典主义花园则围绕着爱情主题。
公园的花园被一大片地中海森林所环绕。

## 出入和访问

### 交通
迷宫公园可以乘坐公共交通工具进入：在希布伦山谷大道上有巴塞罗那地铁3号线的Mundet车站，以及27、60、76、H4和B19号公共汽车。

### 开放时间
公园的开放时间为星期一至星期天上午10时至下午6时（冬季时间），夏季时间为上午10时至下午8时（4月1日至10月31日）；例外的是，12月25日的开放时间为上午9时至下午2时。我们有开放日，9月24日也可以自由出入，这是一个节日，巴塞罗那的雇主。公园的居民、失业者、退休人员和5岁以下的儿童免收入场费。有团体导游。座位仅限750名访客。

### 规则
不允许宠物进入，也禁止吃、玩球和乘坐包括自行车和溜冰鞋在内的车辆进入。

## 其他
- 这些花园三次接待西班牙君主。

总图-奥尔塔迷宫公园

- 中间露台的亭台楼阁是诗人琼·马拉格尔选出来的，代表着古典戏剧。[5]

## 图片

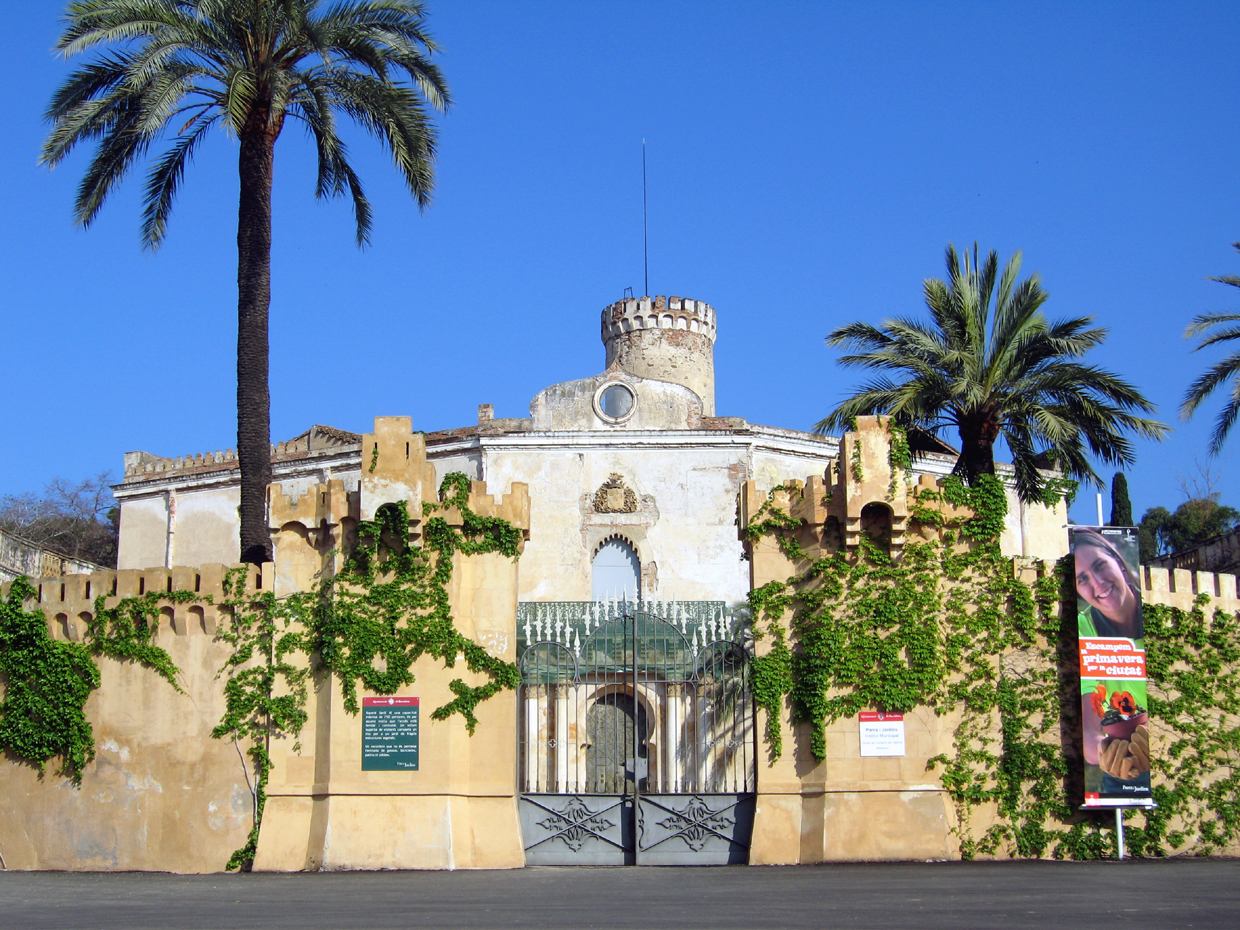
德斯瓦尔斯宫
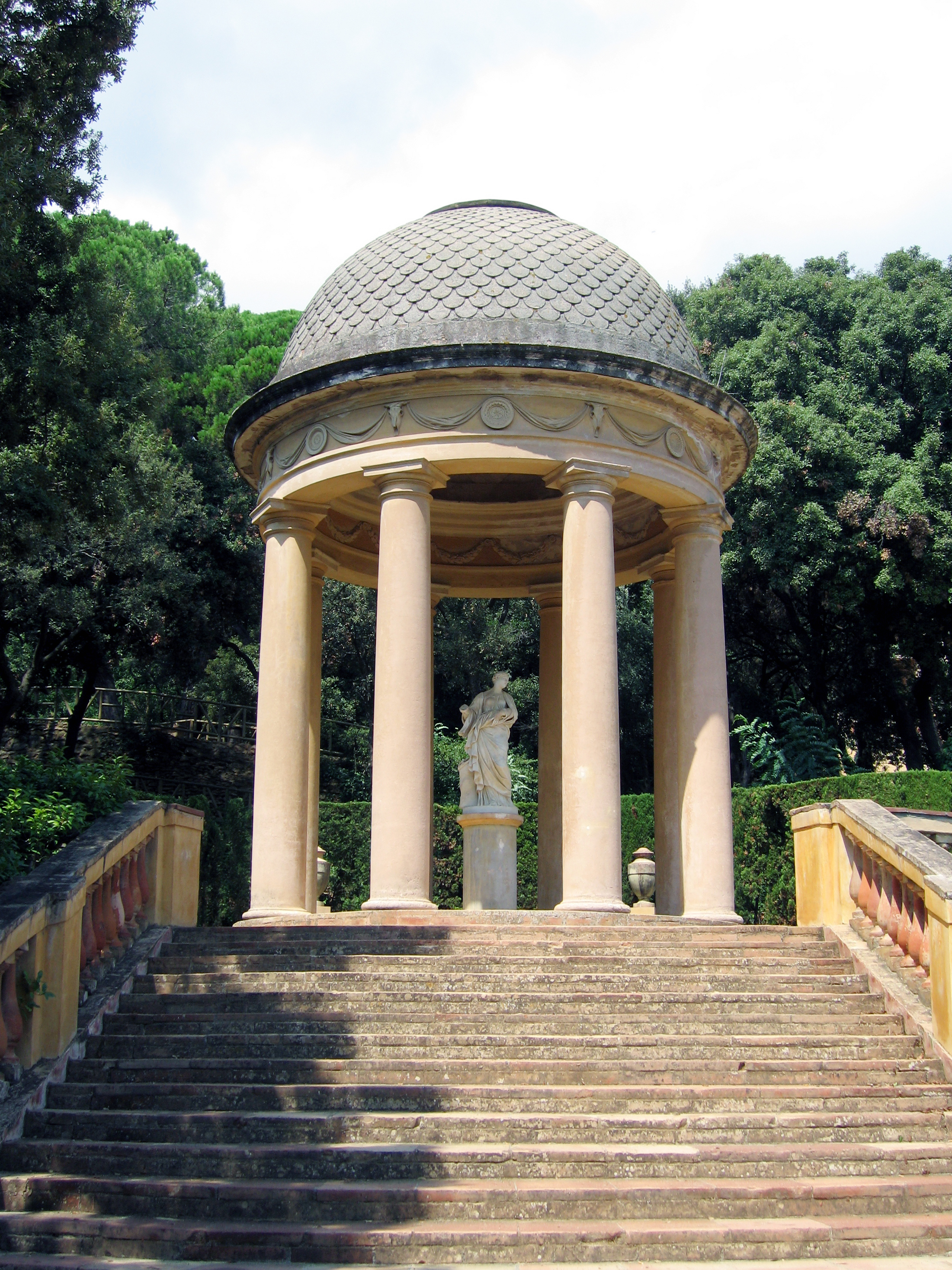
达纳阁
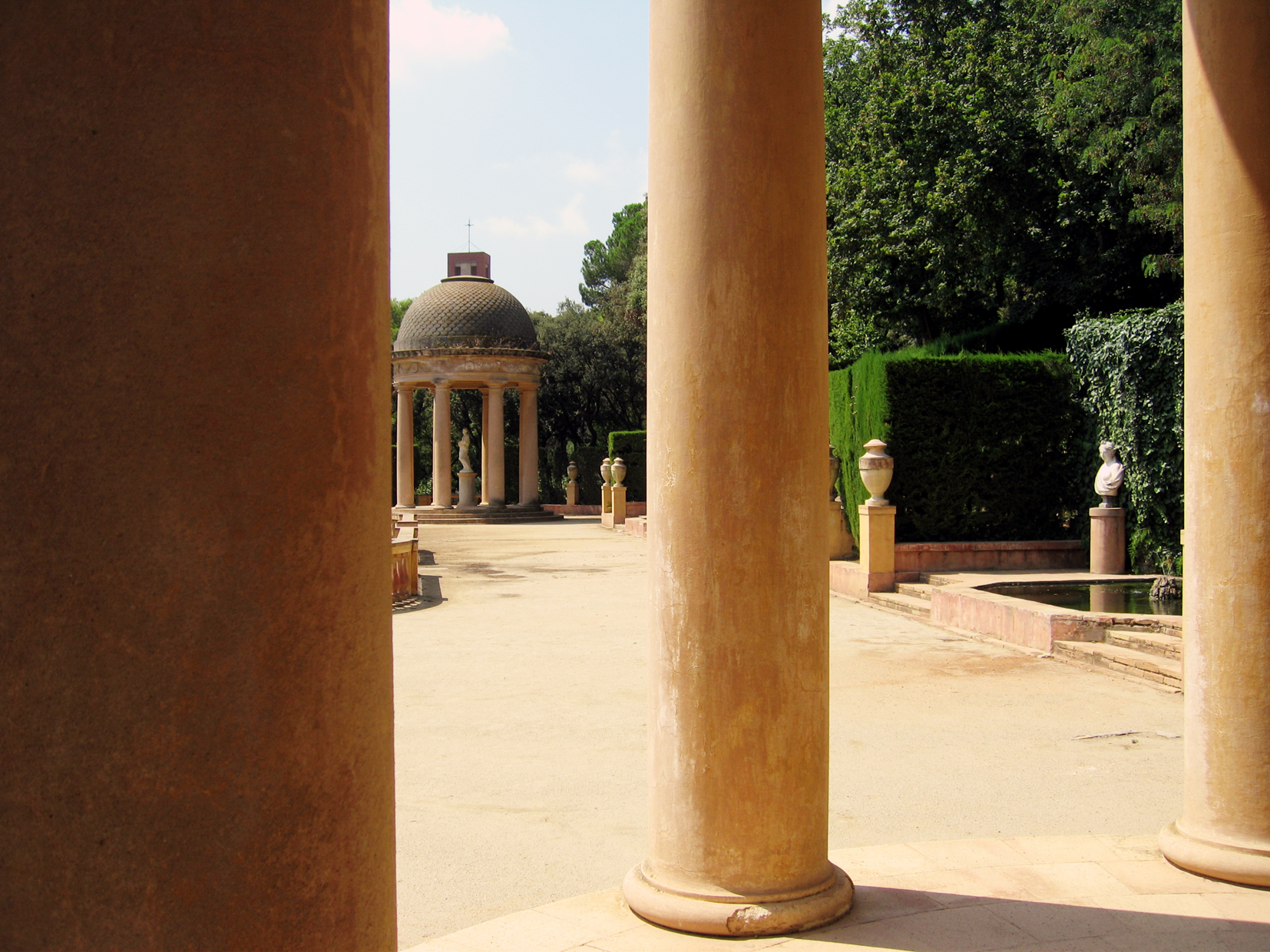
两个亭子
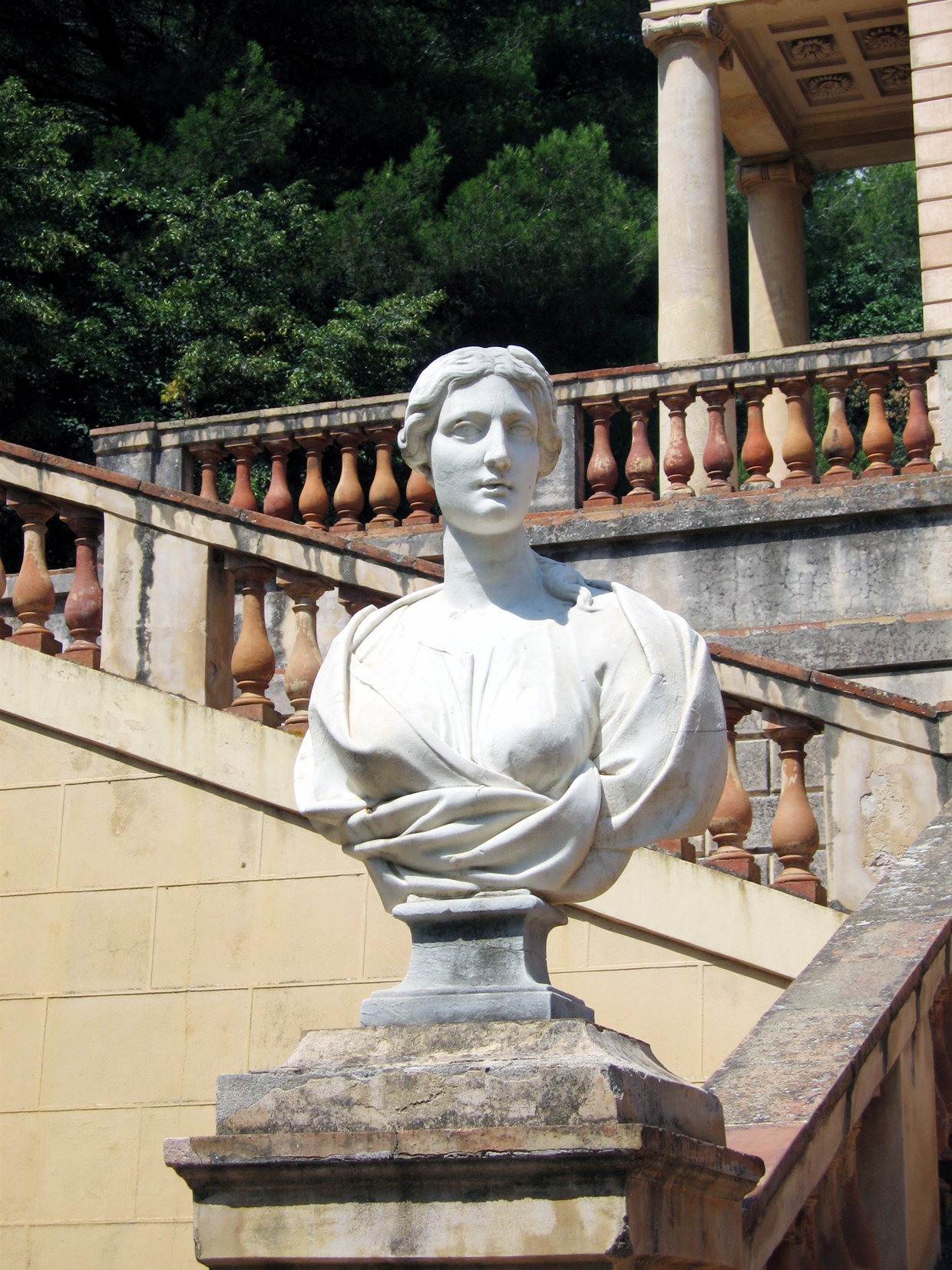
酒神和丰盛之神奥尼苏的半身像
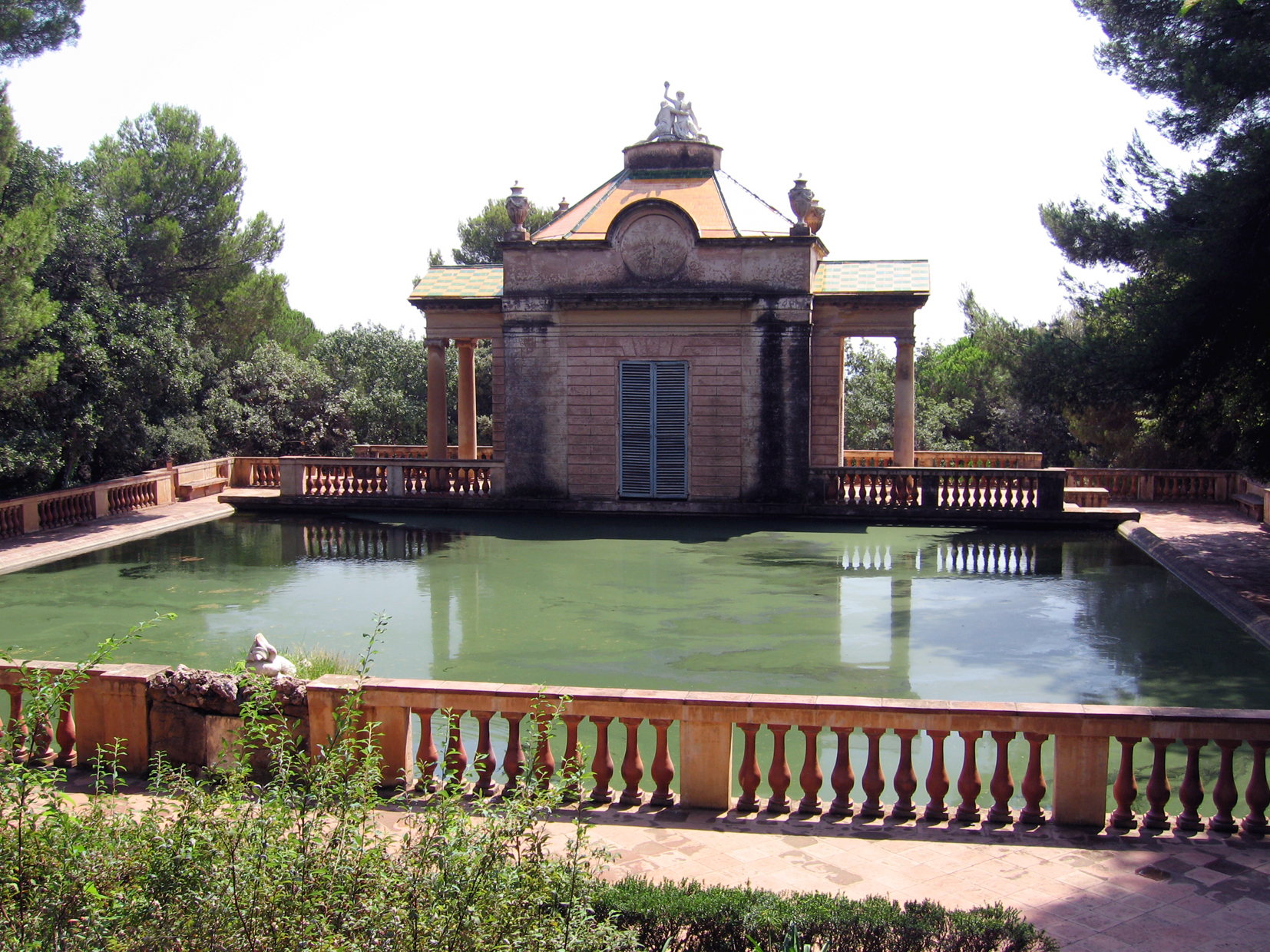
新古典主义展馆
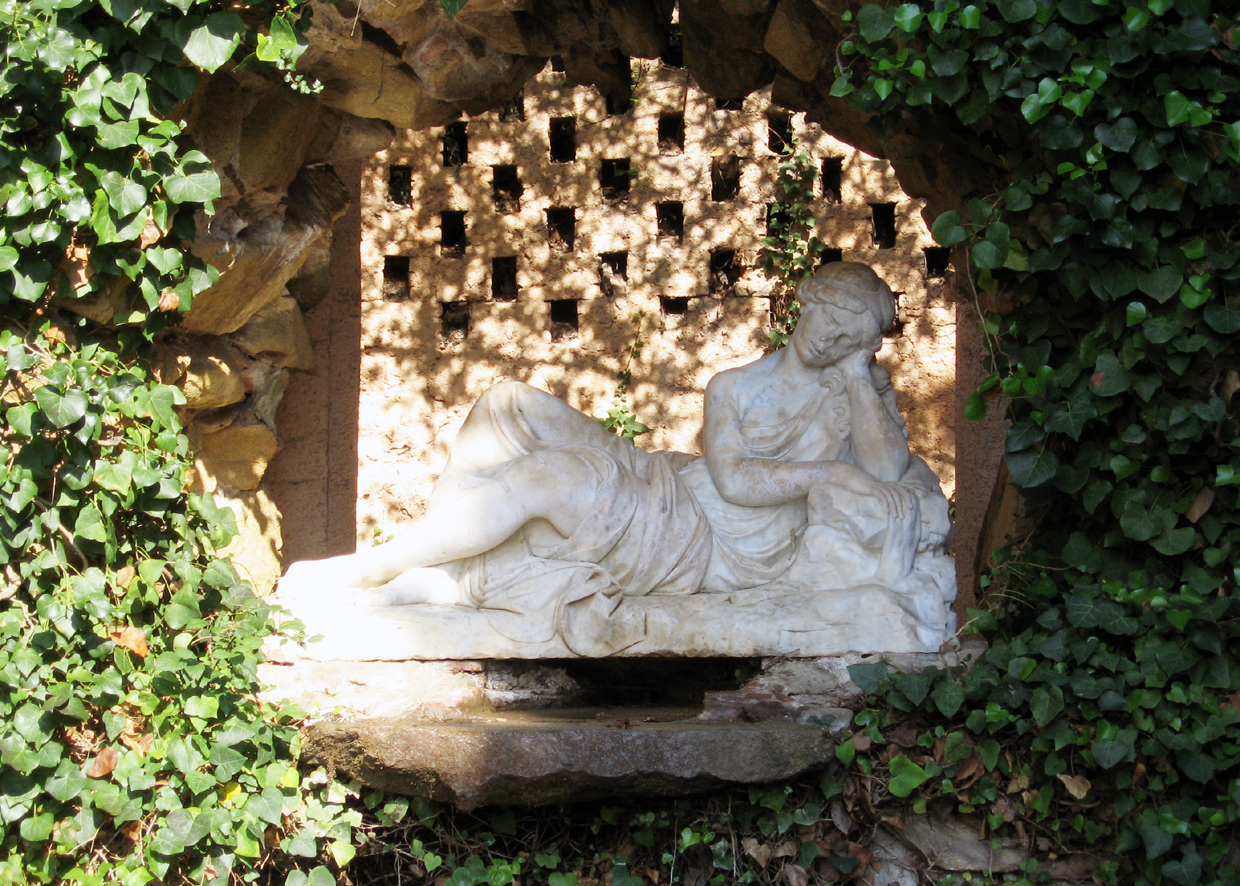
埃格里亚喷泉
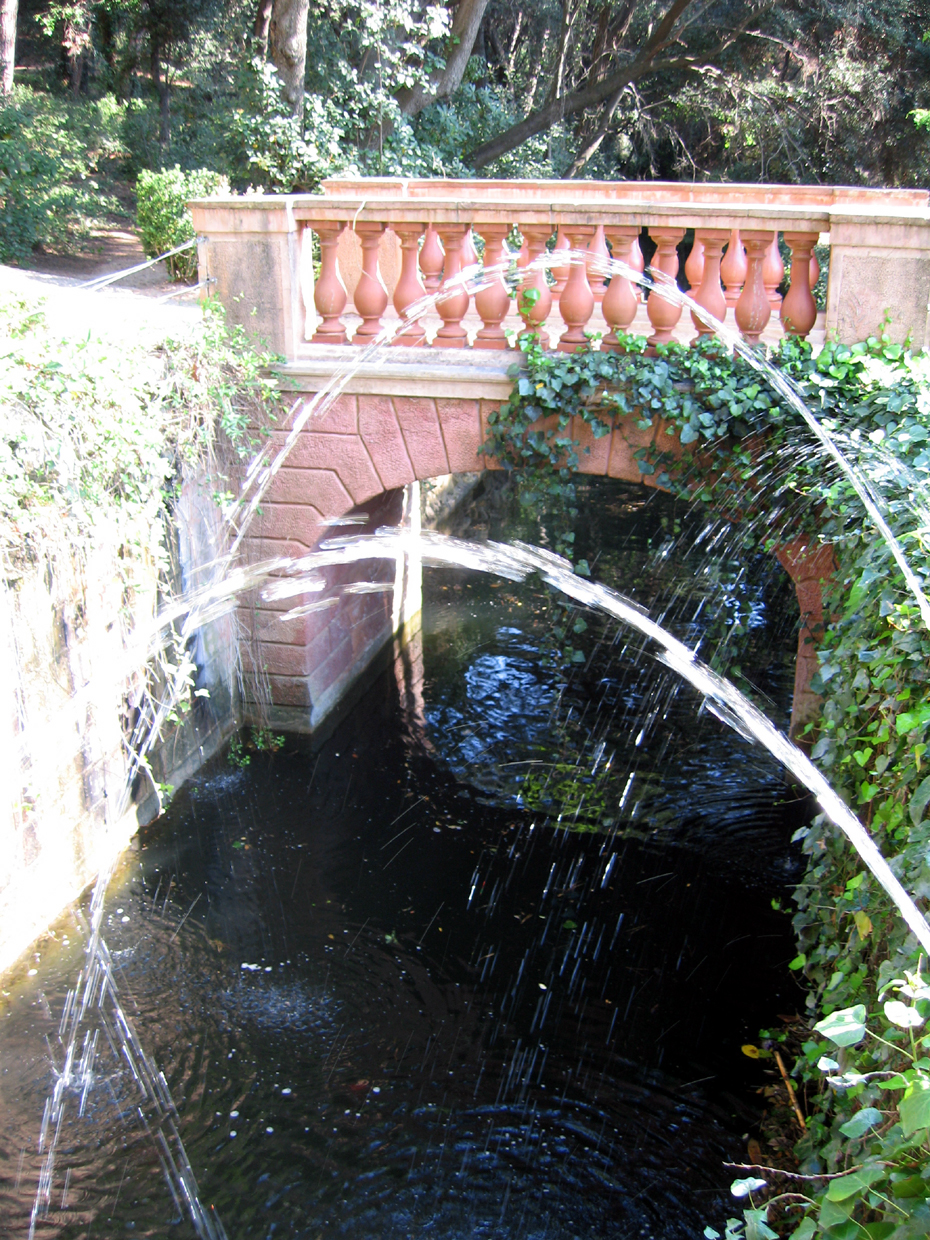
人工河
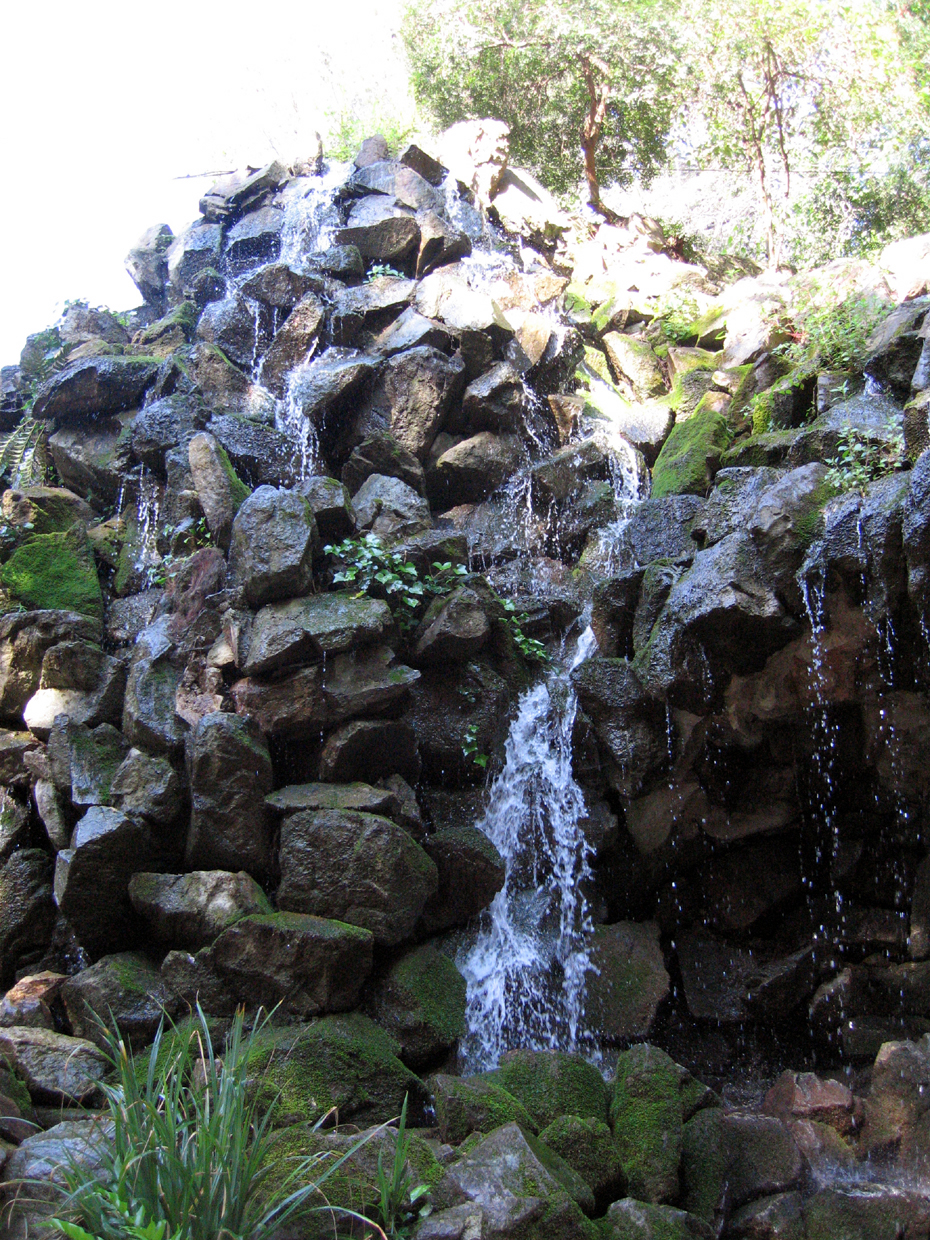
浪漫的花园瀑布